# Hans Dahl

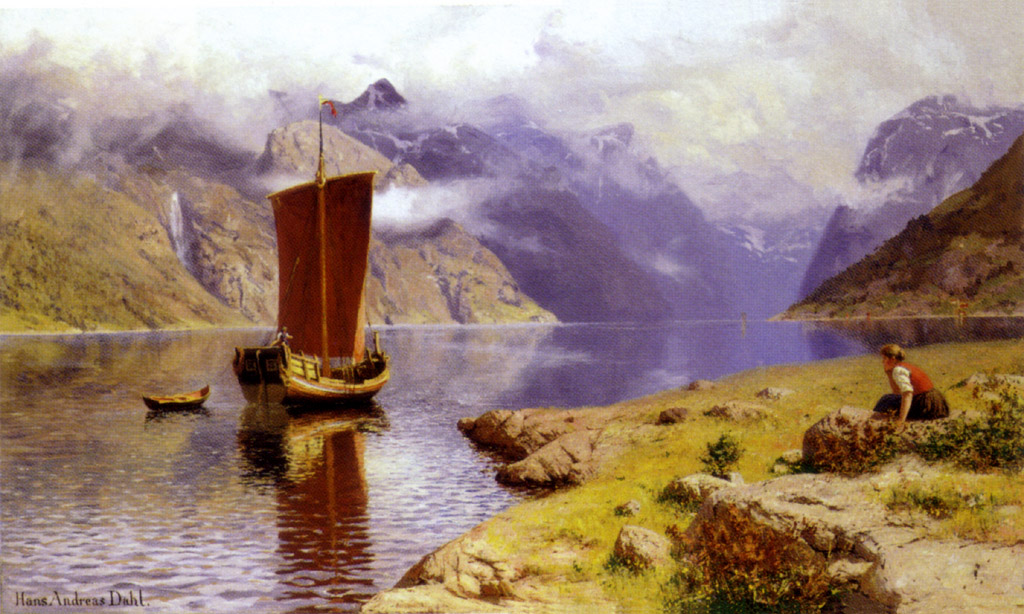
Czekając na powrót

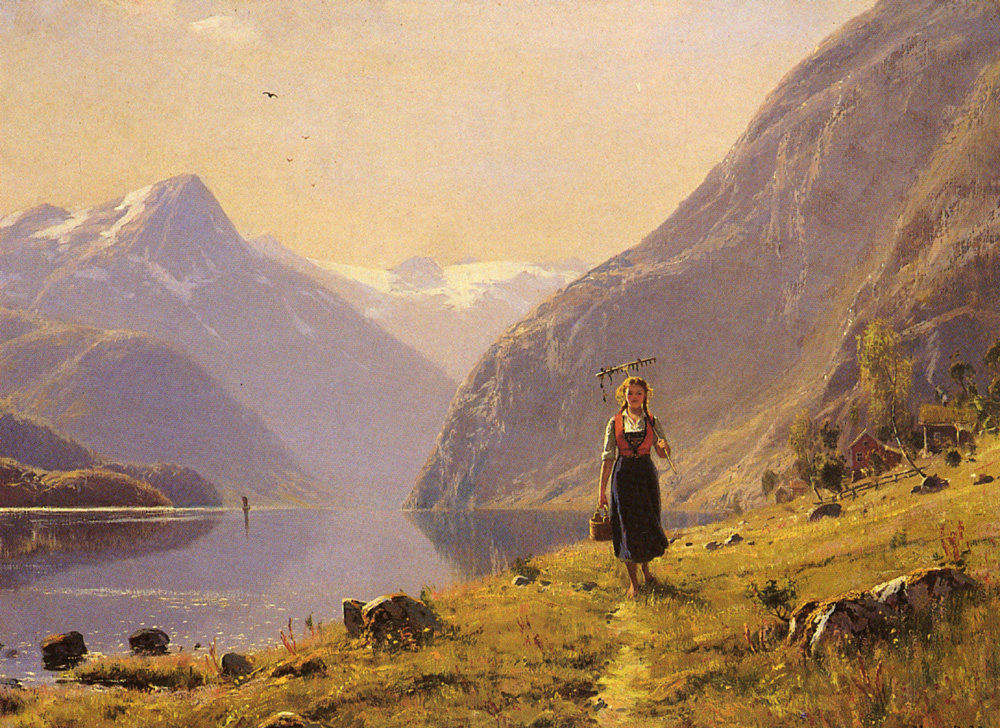
Nad fiordem

Hans Dahl (ur. 19 lutego 1849 w Hardanger, zm. 27 lipca 1937) – norweski malarz pejzażysta.
Podczas studiów w Akademii Wojskowej w Christianii (obecnie Oslo), zaczął uczęszczać na zajęcia u malarzy Christoffera Eckersberga i Knuda Bergsliena. Od 1872 uczył się rysunku w Akademii Sztuk Pięknych w Karlsruhe w ramach zajęć z Wilhelmem Riefstahlem i Hansem Gude, następnie przeniósł się na dalsze studia do Akademii w Düsseldorfie, gdzie pracował m.in. pod kierunkiem Eduarda Gebhardta. Pierwsze prace wystawił w Düsseldorfie i Filadelfii w 1876 i został dobrze przyjęty. W 1888 osiedlił się w Berlinie, gdzie pozostał przez resztę życia, prowadząc działalność artystyczną i edukacyjną.
Hans Dahl malował głównie norweskie krajobrazy wzbogacone o sceny rodzajowe z życia chłopów. Jego pejzaże zawierają zwykle romantyczne sceny figuralne z udziałem młodych i pięknych kobiet. Artysta przedstawiał norweskie fiordy, koncentrując się na efektach świetlnych i atmosferycznych. Jego prace perfekcyjnie oddają perspektywę i głębię prezentowanych krajobrazów.
Największe zbiory prac Dahla posiadają muzea i galerie w Berlinie, Monachium, Düsseldorfie, Wiedniu i Filadelfii.

## Materiały źródłowe
- Biografia Hansa Dahla w Burling Painting. [dostęp 10.31.2009]. [zarchiwizowane z tego adresu (2018-03-09)]. (ang.).zły zapis daty dostępu
- Art Renewal Center – biografia. [dostęp 2009-03-10]. (ang.).